# Vyšné Remety
Vyšné Remety este o comună slovacă, aflată în districtul Sobrance din regiunea Košice. Localitatea se află la altitudinea de 208 m deasupra n.m., se întinde pe o suprafață de 5,36 km2 și în 2017 număra 409 locuitori. Se învecinează cu comuna Remetské Hámre.

## Istoric
Localitatea Vyšné Remety este atestată documentar din 1418.

## Demografie
| An:                | 1994 | 2004   | 2014   | 2024   |
| ------------------ | ---- | ------ | ------ | ------ |
| Număr de persoane: | 435  | 420    | 413    | 387    |
| Diferență:         |      | −3,44% | −1,66% | −6,29% |

| An:                | 2023 | 2024   |
| ------------------ | ---- | ------ |
| Număr de persoane: | 388  | 387    |
| Diferență:         |      | −0,25% |